# Otto von Pack
Otto von Pack (um 1480; † 8. Februar 1537 in Brüssel) war ein Rat des albertinischen Herzogs Georg des Bärtigen von Sachsen. Als falscher Ankläger und Urheber der Packschen Händel hätte er 1527 beinahe einen Krieg zwischen Teilen der katholischen und protestantischen Reichsstände heraufbeschworen.

## Leben
Otto von Pack war der Sohn des promovierten wettinischen Rates Johann von Pack. Philipp und Hans von Pack waren seine jüngeren Geschwister. Vermutlich gehörte auch Valentin Pack, der 1501 an der Universität Erfurt eingeschrieben ist, zu seinen Brüdern.
Pack immatrikulierte sich 1499 in Leipzig. Ein Otto Pack, der im Rahmen einer Gruppeneinschreibung (zusammen mit Valentin Pack) im Sommer 1501 an der Universität Erfurt aufscheint, ist wahrscheinlich mit ihm identisch. 1512 ist er an der Universität Köln nachgewiesen, ehe er ab 1513 in Mainz eingeschrieben ist. Eine Immatrikulation an der Universität Ingolstadt im Juni 1516 ist möglich. In Leipzig erwarb er zwischen 1519 und 1521 die Grade des Bacc. utr. iur., Lic. utr. iur. und des Dr. utr. iur.
Nachdem er wegen verschiedener Betrügereien in Untersuchung gewesen und entlassen worden war, lancierte er 1527 bei dem Landgrafen Philipp von Hessen falsche Informationen über ein geheimes Bündnis, das König Ferdinand, der sächsische Herzog Georg und andere katholische Stände am 12. Mai 1527 in Breslau zur Vernichtung des Protestantismus und der ihm „anhangenden“ Fürsten, namentlich des ernestinischen Kurfürsten Johann des Beständigen von Sachsen und Philipps selbst, geschlossen hätten.
Der Landgraf reiste sogleich nach Dresden, wo ihm Pack am 18. Februar 1528 eine Kopie des Vertrages zeigte. Ohne sich erst der Echtheit dieser Urkunde zu vergewissern, rüsteten sich Philipp und der Kurfürst im März 1528 in Weimar zu einem präventiven Angriff. Auf den Rat Martin Luthers jedoch, der zur Selbstvergewisserung und zur theologischen Absicherung des bereits gefassten Plans herangezogen wurde, bemühten sich die von Pack beschuldigten Fürsten zuerst um Aufklärung über die Packsche Anklage.
Ferdinand und Georg leugneten die Existenz des Breslauer Bündnisses und verlangten eine gerichtliche Untersuchung gegen den falschen Angeber. Hierdurch sah sich der Landgraf genötigt, Pack zu nennen. Derselbe wurde in Kassel einem Verhör (ohne Folter) unterworfen, wobei sich einige seiner Angaben als falsch erwiesen. Jedoch konnte er nicht zum Widerruf seiner Aussage, dass er die Originalurkunde mit den Siegeln der Fürsten in Händen gehabt hatte, gebracht werden.
Philipp beharrte daher auf seinem Verdacht und erzwang durch Vermittlung von Pfalz und Trier eine Geldentschädigung von Kurmainz und Bamberg für seine Rüstungen.
Pack entfloh in die Niederlande, wo er sein Abenteurerleben fortsetzte. Schließlich wurde er auf Betreiben seines ehemaligen Dienstherren, Georg des Bärtigen von Sachsen, verhaftet und 1537 hingerichtet. Die Packschen Händel verursachten jedoch bei Katholiken, Protestanten und auch bei Kaiser Karl V. gegenseitiges Misstrauen und Verbitterung, die noch lange nachwirkten.